# Крістіна Тріска
Крістіна Тріска (швед. Kristina Triska; нар. 6 березня 1980) — колишня шведська тенісистка.
Найвищу одиночну позицію світового рейтингу — 147 місце досягла 15 вересня 1997, парну — 166 місце — 21 вересня 1998 року.
Здобула 2 одиночні та 3 парні титули туру ITF.

## Фінали ITF

### Одиночний розряд: 8 (2–6)
| Легенда          |
| ---------------- |
| турніри $100,000 |
| турніри $75,000  |
| турніри $50,000  |
| турніри $25,000  |
| турніри $10,000  |

| Фінали за покриттям |
| ------------------- |
| Тверде (2–4)        |
| Ґрунт (0–2)         |
| Трава (0–0)         |
| Килим (0–0)         |

| Результат | Ранг | Дата              | Турнір                                      | Покриття | Суперниця       | Рахунок            |
| --------- | ---- | ----------------- | ------------------------------------------- | -------- | --------------- | ------------------ |
| Поразка   | 1.   | 6 листопада 1995  | ITF Santo Domingo, Домініканська Республіка | Ґрунт    | Джері Інгрем    | 3–6, 5–7           |
| Поразка   | 2.   | 13 листопада 1995 | ITF San Salvador 2, Сальвадор               | Ґрунт    | Джоанн Мур      | 3–6, 2–6           |
| Поразка   | 3.   | 15 квітня 1996    | ITF Елваш, Португалія                       | Тверде   | Елена Сальвадор | 0–6, 6–4, 4–6      |
| Перемога  | 1.   | 22 квітня 1996    | ITF Аземейш, Португалія                     | Тверде   | Маріна Ескобар  | 4–6, 6–1, 6–2      |
| Перемога  | 2.   | 29 квітня 1996    | ITF Guimarães, Португалія                   | Тверде   | Джулі Стівен    | 6–1, 6–0           |
| Поразка   | 4.   | 6 січня 1997      | ITF Delray Beach 1, США                     | Тверде   | Стефані Мейбрі  | 3–6, 1–6           |
| Поразка   | 5.   | 17 березня 1997   | ITF Woodlands, США                          | Тверде   | Кері Фебус      | 1–6, 5–7           |
| Поразка   | 6.   | 21 червня 1999    | ITF Montreal 2, Канада                      | Тверде   | Мілагрос Секера | 6–7(7–9), 6–7(7–9) |

### Парний розряд: 7 (3–4)
| Легенда          |
| ---------------- |
| турніри $100,000 |
| турніри $75,000  |
| турніри $50,000  |
| турніри $25,000  |
| турніри $10,000  |

| Фінали за покриттям |
| ------------------- |
| Тверде (3–4)        |
| Ґрунт (0–0)         |
| Трава (0–0)         |
| Килим (0–0)         |

| Результат | Ранг | Дата            | Турнір                    | Покриття | Партнерка          | Суперниці                            | Рахунок       |
| --------- | ---- | --------------- | ------------------------- | -------- | ------------------ | ------------------------------------ | ------------- |
| Поразка   | 1.   | 22 квітня 1996  | ITF Аземейш, Португалія   | Тверде   | Кільдін Шевальє    | Ганна-Катрі Аалто Кірсі Лампінен     | 0–6, 2–6      |
| Перемога  | 1.   | 29 квітня 1996  | ITF Гімарайнш, Португалія | Тверде   | Клер Тейлор        | Дженніфер Пуло Джоді Їнь             | 7–5, 6–3      |
| Поразка   | 2.   | 17 березня 1997 | ITF Вудлендс, США         | Тверде   | Сабіне Гас         | Нансі Фебер Лізель Губер             | 1–6, 2–6      |
| Перемога  | 2.   | 30 березня 1998 | ITF Фінікс, США           | Тверде   | Александра Ольша   | Емі Фрейзер Хіракі Ріка              | 6–4, 7–6(7–5) |
| Поразка   | 3.   | 1 березня 1999  | ITF Албуфейра, Португалія | Тверде   | Ніно Луарсабішвілі | Ольга Виметалкова Габріела Хмелінова | 3–6, 2–6      |
| Поразка   | 4.   | 5 квітня 1999   | ITF Фресно, США           | Тверде   | Кім Грант          | Еріка Делоун Аннабел Еллвуд          | 5–7, 5–7      |
| Перемога  | 3.   | 21 червня 1999  | ITF Montreal 2, Канада    | Тверде   | Аліенор Трісеррі   | Кавамата Ріей Сасано Йосіко          | 5–7, 7–5, 6–2 |